# Ягриш
Ягри́ш (рос. Ягрыш) — присілок у складі Нюксенського району Вологодської області, Росія. Входить до складу Востровського сільського поселення.

## Населення
Населення — 14 осіб (2010; 24 у 2002).
Національний склад (станом на 2002 рік):
- росіяни — 100 %